# Thomas Randle (Rennfahrer)

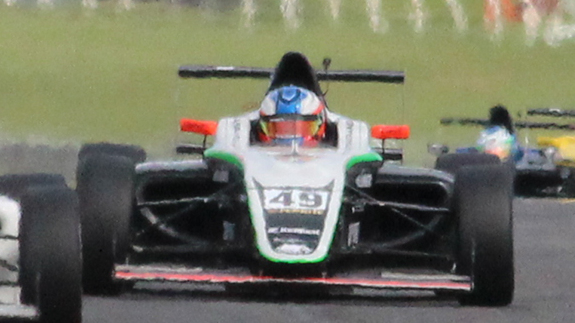
Thomas Randle 2015 in der australischen Formel 4

Thomas Randle (* 7. April 1996) ist ein australischer Automobilrennfahrer. Er gewann 2017 die Toyota Racing Series.

## Karriere
Randle begann seine Motorsportkarriere 2003 im Kartsport, in dem er bis 2012 aktiv blieb. Unter anderem gewann er 2012 die australische Rotax-Junior-Meisterschaft. 2013 debütierte Randle im Formelsport. Für die Evans Motorsport Group wurde er Siebter der australischen Formel Ford und der Victoria Formel Ford. 2014 wechselte Randle zu Dream Motorsport. Mit 266 zu 262 Punkten entschied er die australische Formel Ford vor Jordan Lloyd für sich. Darüber hinaus bestritt er Rennen in der Formel Ford von Victoria und New South Wales. Darüber hinaus fuhr Randle im Tourenwagensport bei einzelnen Rennen der Kerrick Sports Sedan Series.
Anfang 2015 fuhr Randle in der neuseeländischen Toyota Racing Series. Für ETEC Motorsport startend erzielte er zwei Podest-Platzierungen und schloss die Saison auf dem zehnten Platz ab. Anschließend fuhr Randle für Dream Motorsport in der neugegründeten australischen Formel-4-Meisterschaft. Er gewann sieben Rennen und wurde mit 387 zu 441 Punkten Zweiter hinter Lloyd. Ferner trat er in der Kerrick Sports Sedan Series an und wurde Gesamtdritter. In der Toyota Racing Series 2016 nahm Randle für Victory Motor Racing an einer Veranstaltung teil. Er wechselte darauf nach Europa in die britische Formel-3-Meisterschaft zu Douglas Motorsport. Er gewann zwei Rennen und schloss die Meisterschaft auf dem vierten Platz ab. Darüber hinaus bestritt er für Comtec Racing zwei Veranstaltungen der Formel V8 3.5. In dieser Rennserie startete er mit britischer Rennlizenz.
2017 begann Randle erneut für Victory Motor Racing in der Toyota Racing Series. Mit zwei Siegen entschied er die Meisterschaft für sich. Mit 855 zu 850 Punkten setzte er sich dabei gegen Pedro Piquet durch.

## Statistik

### Karrierestationen
| - 2003–2012: Kartsport - 2013: Australische Formel Ford (Platz 7) - 2013: Victoria Formel Ford (Platz 7) - 2014: Australische Formel Ford (Meister) - 2014: Victoria Formel Ford (Platz 10) | - 2014: New South Wales Formel Ford (Platz 12) - 2014: Kerrick Sports Sedan Series - 2015: Toyota Racing Series (Platz 10) - 2015: Australische Formel 4 (Platz 2) - 2015: Kerrick Sports Sedan Series (Platz 3) | - 2016: Toyota Racing Series (Platz 20) - 2016: Britische Formel 3 (Platz 4) - 2016: Formel V8 3.5 (Platz 20) - 2017: Toyota Racing Series (Meister) |

### Einzelergebnisse in der australischen Formel-4-Meisterschaft
| Jahr | Team             | 1   | 2   | 3   | 4   | 5   | 6   | 7   | 8   | 9   | 10  | 11  | 12  | 13  | 14  | 15  | 16  | 17  | 18  | 19  | 20  | 21  | Punkte | Rang |
| ---- | ---------------- | --- | --- | --- | --- | --- | --- | --- | --- | --- | --- | --- | --- | --- | --- | --- | --- | --- | --- | --- | --- | --- | ------ | ---- |
| 2015 | Dream Motorsport | TOW | TOW | TOW | QLD | QLD | QLD | SMP | SMP | SMP | SAN | SAN | SAN | SUR | SUR | SUR | PHI | PHI | PHI | SYD | SYD | SYD | 387    | 2.   |
| 2015 | Dream Motorsport | 5   | 9   | 6   | 2   | 1   | 2   | 2   | 2   | 2   | 2   | 2   | 4   | 1   | 1   | 1   | 3   | 9   | 4   | 1   | 1   | 1   | 387    | 2.   |

| Legende  | Legende            | Legende                                                          |
| Farbe    | Abkürzung          | Bedeutung                                                        |
| -------- | ------------------ | ---------------------------------------------------------------- |
| Gold     | –                  | Sieg                                                             |
| Silber   | –                  | 2. Platz                                                         |
| Bronze   | –                  | 3. Platz                                                         |
| Grün     | –                  | Platzierung in den Punkten                                       |
| Blau     | –                  | Klassifiziert außerhalb der Punkteränge                          |
| Violett  | DNF                | Rennen nicht beendet (did not finish)                            |
| Violett  | NC                 | nicht klassifiziert (not classified)                             |
| Rot      | DNQ                | nicht qualifiziert (did not qualify)                             |
| Rot      | DNPQ               | in Vorqualifikation gescheitert (did not pre-qualify)            |
| Schwarz  | DSQ                | disqualifiziert (disqualified)                                   |
| Weiß     | DNS                | nicht am Start (did not start)                                   |
| Weiß     | WD                 | zurückgezogen (withdrawn)                                        |
| Hellblau | PO                 | nur am Training teilgenommen (practiced only)                    |
| Hellblau | TD                 | Freitags-Testfahrer (test driver)                                |
| ohne     | DNP                | nicht am Training teilgenommen (did not practice)                |
| ohne     | INJ                | verletzt oder krank (injured)                                    |
| ohne     | EX                 | ausgeschlossen (excluded)                                        |
| ohne     | DNA                | nicht erschienen (did not arrive)                                |
| ohne     | C                  | Rennen abgesagt (cancelled)                                      |
| ohne     | keine WM-Teilnahme |                                                                  |
| sonstige | P/fett             | Pole-Position                                                    |
| sonstige | 1/2/3/4/5/6/7/8    | Punktplatzierung im Sprint-/Qualifikationsrennen                 |
| sonstige | SR/kursiv          | Schnellste Rennrunde                                             |
| sonstige | *                  | nicht im Ziel, aufgrund der zurückgelegten Distanz aber gewertet |
| sonstige | ()                 | Streichresultate                                                 |
| sonstige | unterstrichen      | Führender in der Gesamtwertung                                   |

### Einzelergebnisse in der Formel V8 3.5
| Jahr | Team          | 1   | 2   | 3   | 4   | 5   | 6   | 7   | 8   | 9   | 10  | 11  | 12  | 13  | 14  | 15  | 16  | 17  | 18  | Punkte | Rang |
| ---- | ------------- | --- | --- | --- | --- | --- | --- | --- | --- | --- | --- | --- | --- | --- | --- | --- | --- | --- | --- | ------ | ---- |
| 2016 | Comtec Racing | ALC | ALC | HUN | HUN | SPA | SPA | LEC | LEC | SIL | SIL | SPI | SPI | MNZ | MNZ | JER | JER | CAT | CAT | 0      | 20.  |
| 2016 | Comtec Racing |     |     |     |     |     |     |     |     |     |     |     |     |     |     | DNF | 13  | DNF | 11  | 0      | 20.  |